# 高子沼

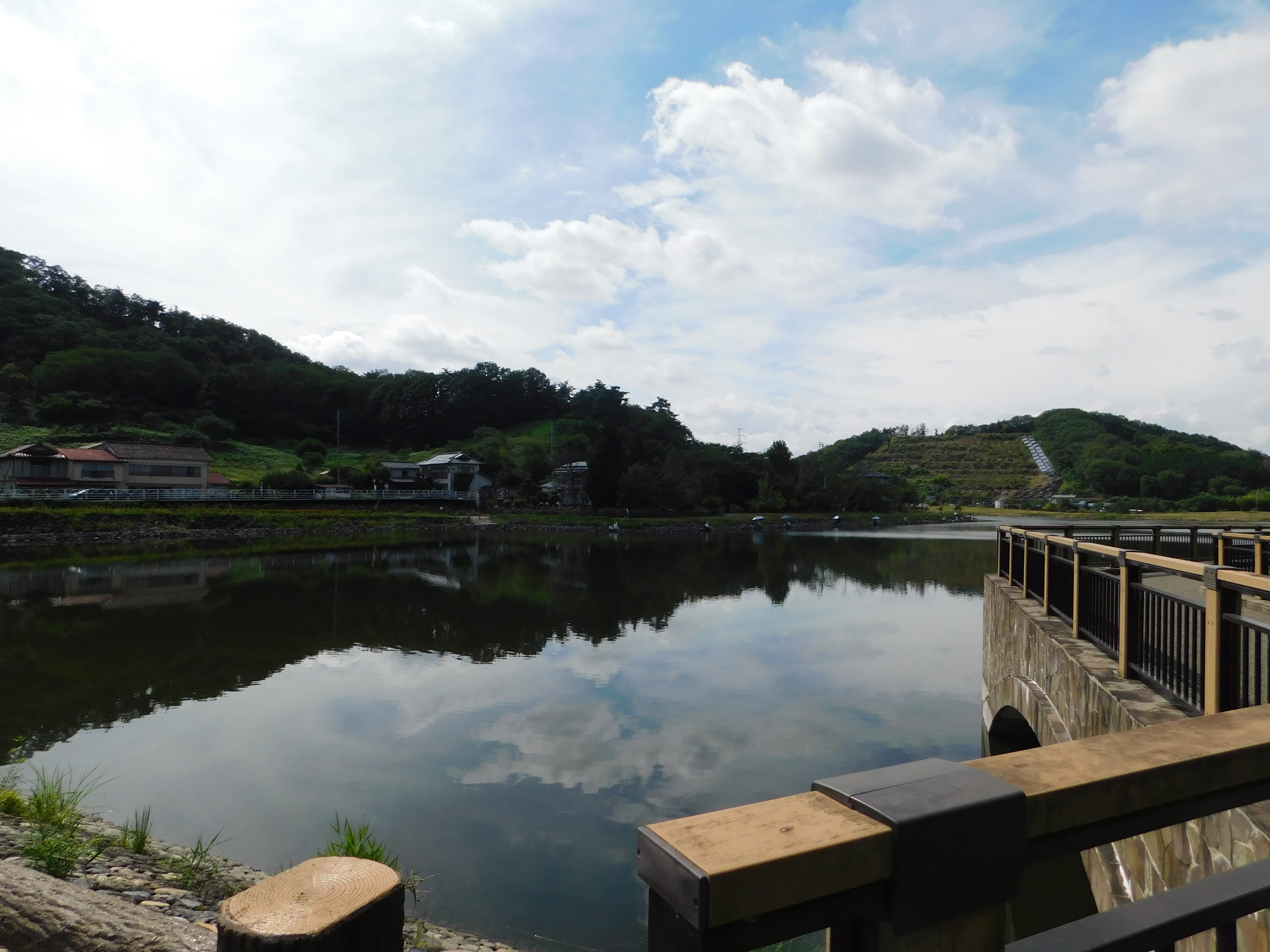

高子沼（たかこぬま）は、福島県伊達市にある沼である。

## 概要
高子二十境の一つ。市内南部、保原町上保原高子地区の福島市境付近にあり、福島県道4号福島保原線（保原街道）沿線に位置する。広さは約。駐車場やトイレ、護岸や遊歩道が設置された親水公園として整備されており、散策だけでなくヘラブナやバス類の釣りスポットとして賑わう。

## 歴史
周辺の高子地区の山はかつて金山として採掘が行われていたとのいわれがあり、実際に沼底から鉱石粉砕用の石臼や廃鉱石が発見された。また、1591年には、伊達政宗が豊臣秀吉に当地を含む伊達郡を召し上げられたときに,
土手を築いて金山の坑口を水没させたとの言い伝えもある。

## 周辺
- 高子沼の西側には遊園地、高子沼グリーンランドが1973年に建設され、1999年まで営業していた。現在は太陽光発電施設となっている。なお、沼に隣接しているが所在地は福島市瀬上町である。
- 高子二十境

## アクセス
- 阿武隈急行高子駅から徒歩で15分
- 東北自動車道国見インターチェンジから車で25分